# Џон Атанасов
Џон Винсент Атанасов (енгл. John Vincent Atanasoff; Хамилтон, 4. октобар 1903 — Фредерик, 15. јун 1995) је био амерички физичар бугарског порекла. У 1973. години, одлуком суда у патентној парници “Ханивел против Спери Ренда” (енгл. Honeywell v. Sperry Rand), он је проглашен за проналазача првог аутоматског дигиталног рачунара, машине са специјалном наменом која је названа Атанасов-Бери рачунар (енгл. Atanasoff–Berry Computer, ABC).

## Образовање
Џон Атанасов је одрастао у Брустеру на Флориди, као син једног инжењера електротехнике. У узрасту од девет година научио је да користи логаритмар, убрзо после чега је уследило и његово проучавање логаритама, да би затим завршио средњу школу Малбери (енгл. Mulberry High School) за свега две године. Године 1925, Атанасов је дипломирао електротехнику на Универзитету Флорида, са највишом оценом.
Он је наставио своје школовање на Државном колеџу Ајове и 1926. стекао звање мастера из математике. Он је комплетирао његово формално образовање 1930. године, стицањем докторског звања из теоријске физике на Универзитету Висконсин, а његова докторска теза гласила је „Диелектрична константа хелијума“. После докторирања, Атанасов је прихватио посао асистента математике и физике на Државном колеџу Ајове.

## Развој рачунара
Делом захваљујући напорном и заметном послу коришћења механичког Монроовог калкулатора, који је био најбољи алат који му је био на располагању док је писао његову докторску тезу, Атанасов је почео да трага за бржим методима рачунања. На Ајова Стејту, Атанасов је проучавао коришћење Монроовог калкулатора и IBM-овог табулатора у научним проблемима. 1936. Атанасов је изумео аналогни калкулатор за анализу геометријских површи. Префињена механичка толеранција потребна за добру прецизност подстакла га је да узме у обзир и једно дигитално решење.
Атанасов-Бери рачунар (ABC је био замишљен буквално у једном бљеску проницљивости професора Атанасова, током зиме 1937-1938, након једне вожње својим аутомобилом до 20-ак миља удаљеног ресторана у Рок Ајланду. Са одобрених 650 долара примљених у те сврхе у септембру 1939. и уз асистенцију његовог дипломца Клифорда Берија, прототип ABC рачунара био је завршен до новембра те године.
Кључне идеје примењене у ABC-у биле су употреба бинарних бројева и Булове алгебре за решавање система од 29 линеарних једначина. ABC није имао централну процесорску јединицу (CPU), али је био изграђен као електронски уређај са вакуумским цевима које су му омогућавале брзину рада. Он је такође користио регенеративну кондензаторску меморију, процес који се и данас користи у -DRAM}- меморији.

## Заврзламе око интелектуалне својине

### Атанасов упознаје Моклија
Џон Атанасов је упознао Џона Моклија у децембру 1940. на конгресу Америчког удружења за унапређење науке одржаног у Филаделфији, где је Мокли демонстрирао његов „хармонијски анализатор“, аналогни калкулатор за анализу метеоролошких података. Атанасов је испричао Моклију о његовом новом дигиталном уређају и позвао га у посету да то види. Такође, током пута у Филаделфију, Атанасов и Бери посетили су патентни биро у Вашингтону, где су током кратке истраге утврдили да је њихов концепт рачунара заиста нов. 15. јануара 1941. чланком у новинама Де мојн Реџистру, вечерњим новинсмс које се објављују у Де Мојну (главном граду америчке државе Ајове) објављено је да је ABC „електронска рачунарска машина“ са више од 300 вакуумских цеви која може „да решава компликоване алгебарске једначине“.
У јуну 1941. Мокли је посетио Атанасова у Ејмсу, Ајова да види његов ABC. Током четири дана његове посете у Атанасовљевој кући, Мокли је до детаља дискутовао са Атанасовом и проучио његов прототип ABC, а такође је детаљно упознао и нацрте његовог прототипа. Све до тог времена Мокли никада није предложио никакав дигитални рачунар. У септембру 1942. Атанасов је напустио Ајову због ратног ангажмана као шеф Акустичке дивизије у Поморској техничкој лабораторији у Вашингтону. Он је поверио своју патентну пријаву ABC-а на чување универзитетком администратору. Међутим ова пријава патента није никада била попуњена.
Мокли је посећивао Атанасова више пута у Вашингтону током 1943. године и дискутовао са њим о теоријама рачунарства, али му о своме личном раду на пројекту новог рачунар није ништа спомињао све до почетка 1944. Моклијева и Екертова конструкција ENIAC-а, првог електронског рачунар опште намене, током 1943-1946. довела је до судске парнице две деценије касније око тога ко је у ствари изумитељ рачунара.
Током 1945. године америчка морнарица је, такође, одлучила да изгради рачунар великих пропорција, на наговор Џона фон Нојмана. Атанасов је био укључен у овај програм, а он је замолио и Моклија да помогне око описа посла за неопходне ствари. Међутим, Атанасов је такође стављен на расположење и за изградњу акустичког система за надгледање и снимање тестирања атомске бомбе. Овај посао је имао приоритет, а до времена када се он вратио са тестова извршених на атолу Бикини у јулу 1946, програм НОЛ рачунара је био већ затворен због изостанка напретка, и то опет по савету фон Нојмана.

### Оспоравање патентних права
Мокли и Екерт су пријавили патент „Електронског рачунара опште намене“ 1947, који је коначно био одобрен 1964. Патентна права су била продана 1951. компанији Ремингтон Ренд (енгл. Remington Rand) (који је касније постао Спери Ренд (енгл. Sperry Rand); ова компаније је основала своју подружницу Илноис Сајантифик Девелопментс (енгл. Illinois Scientific Developments) која је била задужена да потражује хонораре од других произвођача опреме у индустрији електронске обраде података током 1960-их година.
Оспоравање ових патентних хонорара изгледа да је резултовала судском парницом која је покренута 26. маја 1967. од стране Ханивела против Спери Ренда у окружном суду Сједињених Држава у Минеаполису, Минесота, и која је оспоравала пуноважност ENIAC-овог патента. Суђење, које је било једно од најдужих и најскупљих у савезном суду до тог времена, почело је 1. јуна 1971. и трајало је до 13. марта 1972. Имало је 77 сведока, плус 80 писмених сведочења и 30000 излагања. Атанасовљева машина је представљена као првобитно дело.
Случај је законски разрешен у петак, 19. октобра 1973, када је окружни судија Ерл Р. Ларсон (Earl R. Larson) одлучио да је патент неважећи, закључујући да је ENIAC преузео многе основне идеје са Атанасов-Бери рачунара. Судија Ларсон експлицитно је изјавио: „Екерт и Мокли нису самостално први изумели аутоматски електронски дигитални рачунар, него су уместо тога развили ову справу која је предмет спора на основу оне од др Џона Винсента Атанасова.“
Спери је одустао од жалбе на пресуду у спору „Ханивиел против Спери Ренда“, али то је имало веома мало публицитета у то време, вероватно зато што је било у сенци Вотергејт афере и “масакра суботње вечери” који је специјални тужилац Арчибалд Кох испалио на председника Ричарда Никсона дан после тога. Иако је судски одбранио своје право, Атанасовљева победа није била потпуна, пошто је ENIAC, пре него ABC, и даље у широкој јавности био представљен као први рачунар, све до Атанасовљеве смрти.

## Живот после рата
После Другог светског рата Атанасов је наставио да ради за владу САД и развио је специјализоване сеизмографе и микробарографе за детекцију експлозија на даљину. Године 1952. он је основао и даље водио Ордонанс Инжињеринг Корпорацију, 1956. године је продао своју компанију Аероџет Џенерал Корпорацији и постао је њихов председник за атлантску дивизију. ABC рачунар је тако постао само једна успомена. Али ствари су постале другачије 1954. године када су се чула прва говоркања о томе да су неке од његових идеја можда биле украдене (ENIAC-ов главни патент је био пријављен 1947, али није одобрен до 1964).
У 1961. години Атанасов је основао нову компанију, Кибернетикс Инкорпорејтид. Постепено је све више био увлачен у законску парницу коју је изазвао убрзани пораст рачунарских компанија. Након разрешења патентног процеса Атанасов је био топло почаствован од стране Државног колеџа Ајова, који је у међувремену постао Државни универзитет Ајове, а и многе друге награде и признања уследили су после тога. Пензионисао се у Мериленду и умро је 1995. године. Џон Мокли, Преспер Екерт, и њихове фамилије нису никад према њему показали никакав некоректан поступак.

## Почасти и одликовања
Године 1970, Атанасов је позван од стране Бугарске академије наука да посети Бугарску тако да би бугарска влада могла да му додели Орден Ћирила и Методија прве класе. Он је био поносан што је Бугарска била прва земља која је признала његов рад и увек је истицао његове бугарске корене.
Атанасов је 1981. примио Медаљу пионира рачунара од стране Института електричних и електронских инжињера (ИЕЕЕ). По њему је названа Атанасовљева дворана, рачунарско научно здање у кампусу Државног универзитета Ајова. Универзитет је такође назвао по њему своје остварење МИТ-овог Пројекта Антена, „Пројект Винсент“. Коначно, у 1990, председник Џорџ Буш (George H. W. Bush) наградио је Атанасова Националном медаљом Сједињених Држава за технологију. Он је био такође награђен и многобројним другим одликовањима и признањима. Међу њима се налазе:
- Награда Морнарице Сједињених Држава за посебне заслуге (1945)
- Награда Сеизмолошког друштава Америке (1947)
- Награда Адмирал Бироа техничке службе (1947)
- Космос клуб чланство (1947)
- Одликовање Ћирило и Методије (1970)
- Почасни докторат Универзитета Флорида (1974)
- Почасно чланство у Удружењу рачунарске медицине (1974)
- Проналазачи Ајове, Дворана славних (1978)
- Медаља за науку Гувернера Ајове (1985)
- Одликовање Бугарске, за заслуге прве класе (1985)
- Награда Рачунарске захвалности, EDUCOM (1985)
- Холи Медаља, Америчког удружења Механичких инжињера (1985)
- Курс, Награда Америчке генијалности (1986)
- Почасни докторат Универзитета Висконсин (1987)

Атанасов Нунатак, врх на острву Ливингстон у Јужним Шетландским острвима на Антарктику назван је по Џону Винсенту Атанасову.